# كارل لارسون
كارل أولوف لارسون (28 مايو 1853 - 22 يناير 1919)، رسام سويدي، يُعد من أبرز ممثلي حركة الفنون والحرف اليدوية. تضمنت أعماله العديد من اللوحات الزيتية، والألوان المائية، واللوحات الجدارية. اشتهر بشكل أساسي بألوانه المائية التي تصور حياة عائلية مثالية.
اعتبر لارسون أن أفضل أعماله هو لوحة ميدفينتربلوت (تضحية منتصف الشتاء)، وهي لوحة كبيرة معروضة حاليًا في المتحف الوطني السويدي للفنون الجميلة.

## النشأة
طلب لارسون من أستاذه عندما كان في الثالثة عشرة من عمره مساعدته في الالتحاق بأكاديمية الفنون، حيث درس خلال السنوات 1866-1869. كان مضطرًا للعمل لدى مصور لتأمين نفقات دراسته ومعيشته. بين عامي 1872 و1876، كان كارل موظفًا مجتهدًا في عمله لدى مجلة "كاسبر" الفكاهية لعام 1876. حصل على جائزة تقديرًا للوحته الملكة كريستينا في الأسر.
في تلك الفترة، عمل كارل ككاتب ورسام في الوقت نفسه، حيث رسم قصص هانز كريستيان أندرسون خلال عامي 1875 و1876، بالإضافة إلى قصائد آنا ماريا لينغرين في عام 1884.
انتقل كارل لارسون إلى باريس عام 1877، حيث عاش في ظروف فقر مدقع. وبعد خيبة أمل كبيرة، عاد إلى ستوكهولم وأمضى فيها سنتين يعمل كمصور. في عام 1880، سافر مرة أخرى إلى باريس وبدأ في ممارسة الرسم.
في عام 1881، تلقى رسالة من المحترف شولاندر ينصحه فيها بالتخلي عن كل ما هو غير مألوف في الرسم، ويحثه على استمداد إلهامه من المصادر التقليدية والطبيعية.

## الزواج والحياة العائلية
تزوج لارسون في عام 1883 من الفنانة كارين بيرغو، وسرعان ما أصبح هذا الزواج موضوعًا لبعض لوحاته مثل العروس (1883) وسوزان الصغيرة (1885). أرسل كارل هذه الرسومات المائية إلى صالون الفن في عام 1883 وحصل بذلك على جائزته الثالثة. 

## وفاته
توفي كارل لارسون عام 1919 عن عمر يناهز 65 عامًا، مخلفًا وراءه أعمالًا رائعة، أغلبها تجسد الأجواء العائلية والطبيعة السويدية بما تحمله من جمال ورقة.

## من أشهر لوحاته
- الجسر 1912.
- الدرج 1907.
- 1883 - في حديقة المطبخ
- 1883 - الرجل العجوز والمزروعات الجديدة
- 1886 - الرسم في الهواء الطلق
- 1905 - قطف البطاطا
- 1908 - سلمى لاغرلوف

## معرض صور

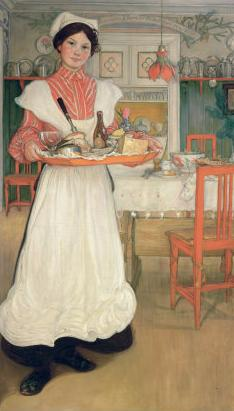
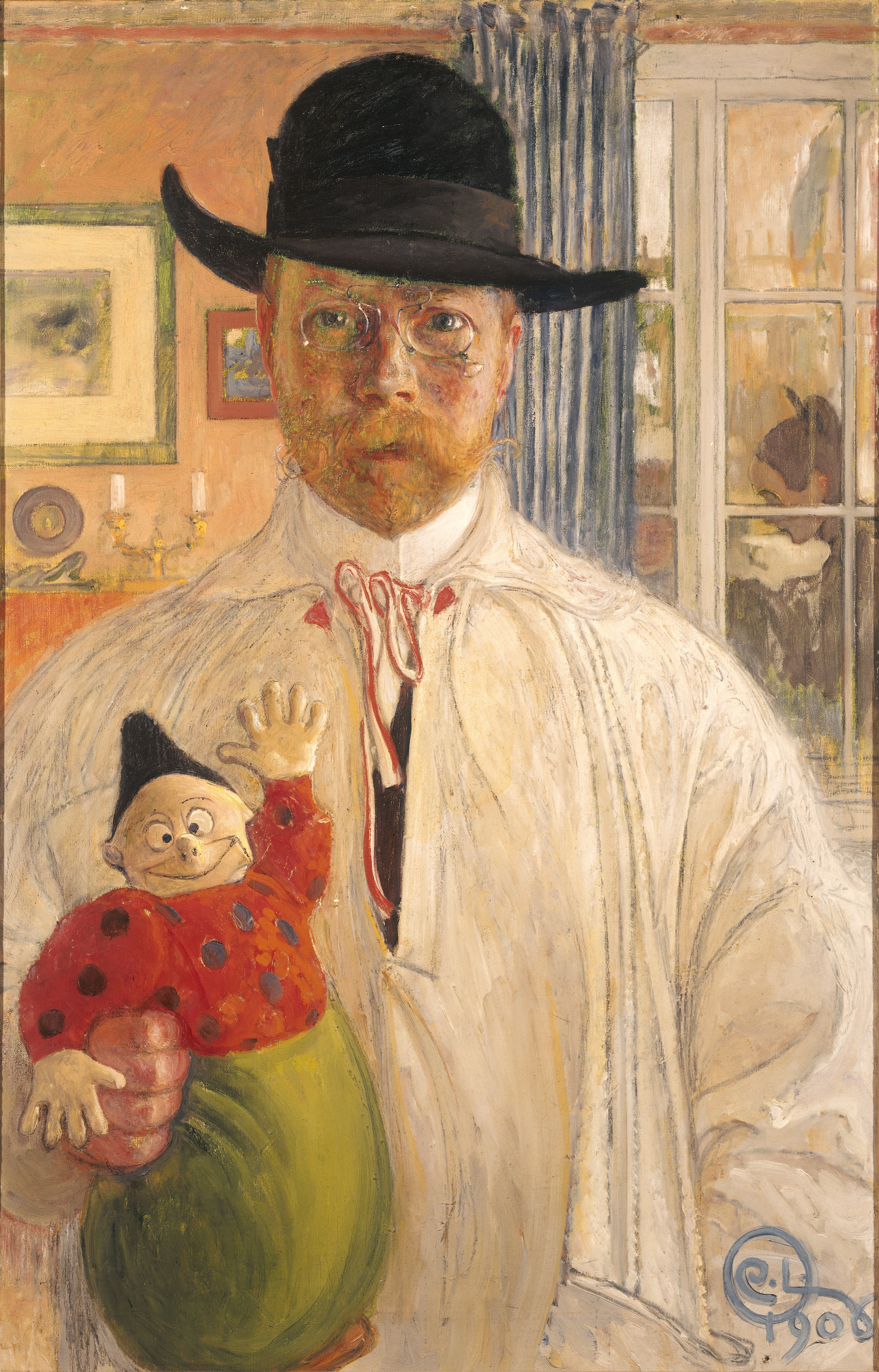
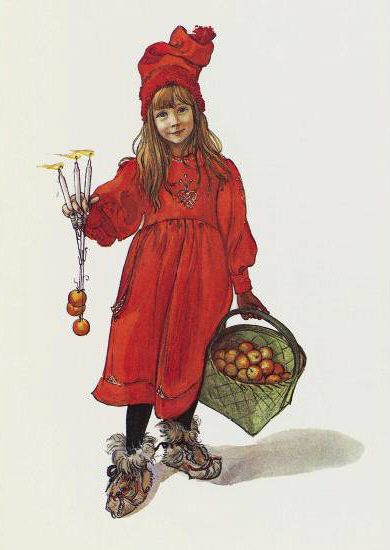
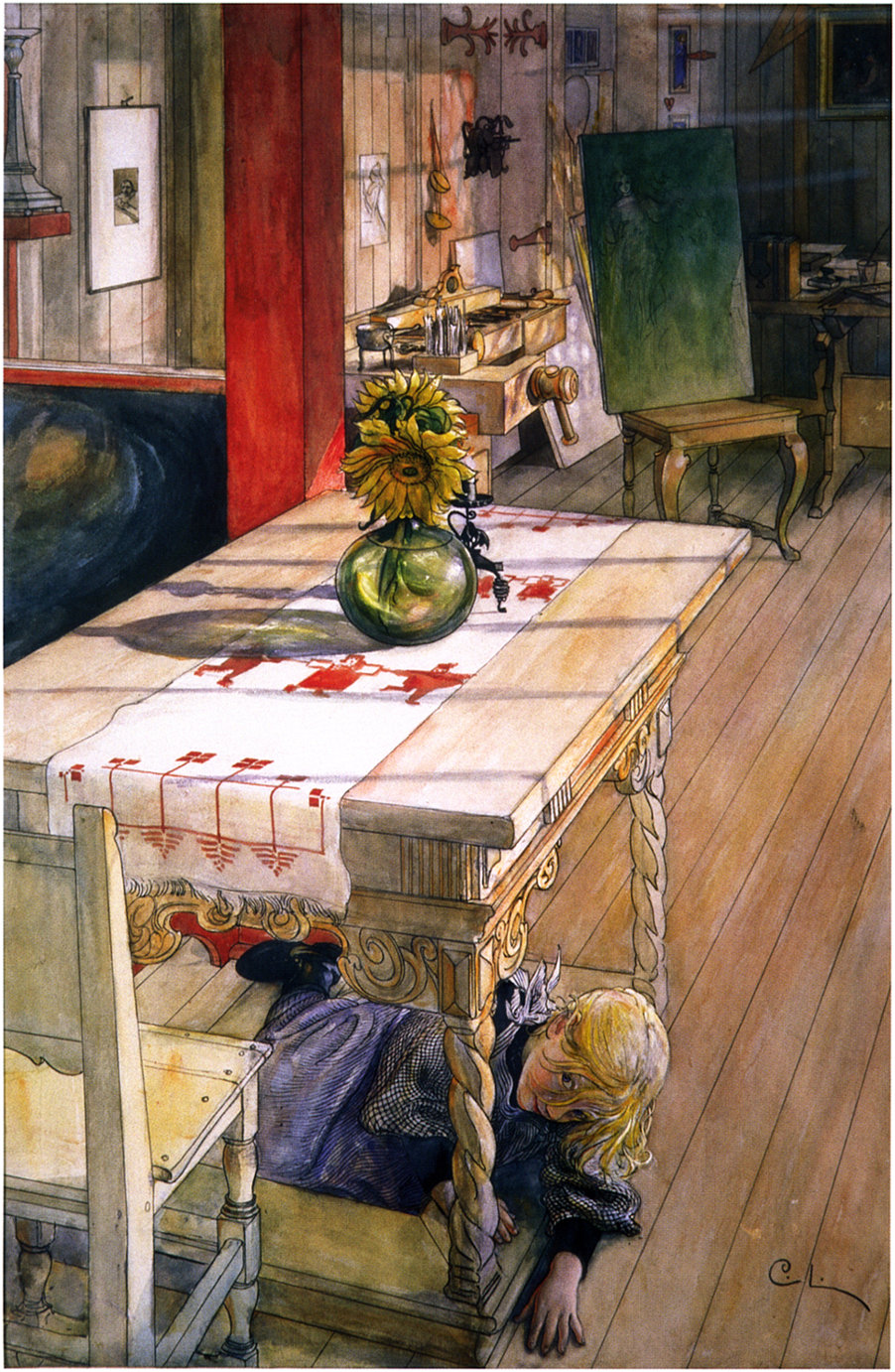
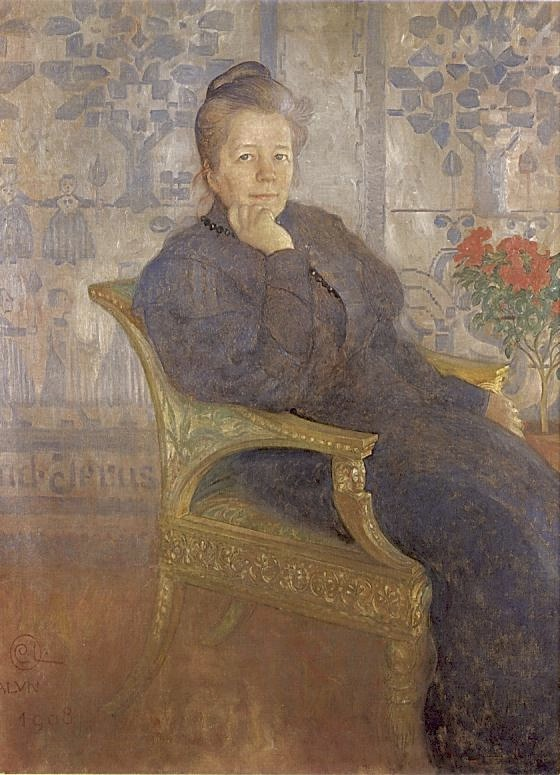